# Cuándo Nelson conoció a Lisa
«Cuándo Nelson conoció a Lisa» —título original: «When Nelson Met Lisa»— es el noveno episodio de la trigésimo cuarta temporada de la serie de televisión animada estadounidense Los Simpson, y el número 737 en total. Se emitió en los Estados Unidos en Fox el 27 de noviembre de 2022. El episodio fue dirigido por Steven Dean Moore y escrito por Ryan Koh.
En este episodio, Lisa y Nelson se encuentran en diferentes momentos del futuro y reflexionan sobre sus vidas. El episodio cuenta con la participación de Simu Liu como Hubert Wong, el novio multimillonario de Lisa Simpson. El episodio recibió críticas mixtas.

## Trama
En el futuro, Lisa está ensayando su discurso de graduación universitaria cuando ve a Nelson. En casa de Nelson, en el campanario de la universidad, pasan la noche hablando del pasado. Al día siguiente, Lisa pronuncia su discurso mientras Nelson la observa desde la torre. Tras la ceremonia, Lisa se pregunta cómo sería su vida si estuviera con Nelson, pero se marcha sin ponerse en contacto con él.
Han pasado cinco años y Lisa está casada con Hubert Wong. Se encuentran con Nelson y su novia, que son cazarrecompensas, mientras capturan a un objetivo. Las dos parejas hablan de sus vidas. Cuando Hubert se queda a solas con Nelson, se regodea diciendo que se ha ganado el corazón de Lisa. Esto enfada a Nelson, que le da un calzón chino a Hubert. Lisa es testigo de ello y piensa que Nelson sigue siendo la misma persona que cuando eran niños.
Otros cinco años después, Lisa y Nelson se encuentran y vuelven a recordar. Ahora ambos están solteros. De repente aparece Hubert y le pide a Lisa que vuelva con él, utilizando drones para impresionarla. Nelson la anima a irse con Hubert aunque a él le entristezca.
Más tarde, en una boda, Lisa y Nelson se ven. Mientras Hubert está distraído, Lisa y Nelson deciden estar juntos y se besan.

## Producción
En la Comic-Con de San Diego de 2022, el co-showrunner Matt Selman anunció que el actor canadiense Simu Liu pondrá voz a un Hubert Wong adulto, y será el novio rico de Lisa adulta.  Hubert del Futuro fue descrito como una combinación de multimillonarios de la tecnología. Natasha Lyonne interpreta a Sophie Krustofsky.